# Kasteel Ten Dale

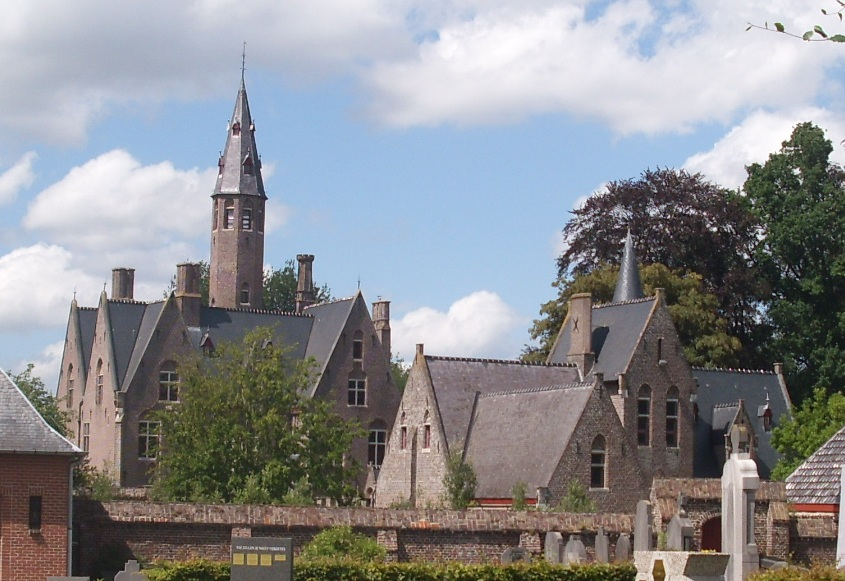
Kasteel Ten Dale

Het Kasteel Ten Dale (ook: Kasteel Schelderode) is een kasteel in de tot de Oost-Vlaamse gemeente Merelbeke-Melle behorende plaats Schelderode, gelegen aan het Schelderodeplein 8-9 en 8A.

## Geschiedenis
Van oorsprong lag hier een domein met enkele huizen en/of boerderijen dat verkocht werd aan Florimond Van de Poele door Charles J. Ghislain die markies was van Rode. In 1864-1865 werd hier een neogotisch kasteel gebouwd naar ontwerp van eigenaar Van de Poele, die een naaste medewerker was van Jean-Baptiste Bethune. In 1912 kwam de familie Plissart hier wonen, en in 1920 werd het door deze familie aangekocht.
In de jaren '90 van de 20e eeuw kreeg het kasteel nieuwe eigenaars die het restaureerden.

## Gebouw
Het kasteel werd gebouwd in lokaal vervaardigde baksteen. Daarnaast werd natuursteen aangewend voor omlijstingen en ornamenten. Het ontwerp is geïnspireerd door de Brugse gotiek. Ook verwijzingen naar religie zijn aanwezig in de vorm van een Mariabeeld en een Antoniusbeeld. Het geheel heeft spits toelopende gevels en wordt bekroond door een slank achthoekig torentje.
Ook het interieur van het kasteel bevat een aantal neogotische elementen.
Voor het kasteel bevindt zich een rechthoekig voorhof dat aan de tegenoverliggende zijde door een neogotische voorbouw wordt afgesloten. Deze voorbouw bevat dienstwoningen, een koetshuis en dergelijke.
Het park is omringd door een bakstenen muur. Het park is aangelegd in landschapsstijl. Gebruik is gemaakt van de steilrand van de Scheldevallei. Op de steilrand bevindt zich het kasteel. Onder aan de steilrand ligt de serpentinevijver en het geheel wordt aan de Scheldezijde begrensd door de Melsenbeek, waarachter zich de Merelbeekse Scheldemeersen bevinden.